# Lule minuta
Lule minuta är en tvåvingeart som beskrevs av Frey 1932. Lule minuta ingår i släktet Lule och familjen bredmunsflugor.
Artens utbredningsområde är Malawi. Inga underarter finns listade i Catalogue of Life.